# Анатышская волость
Анаты́шская во́лость (тат. ئناتش ۋولىٰسىٰ, Анатыш вулысы), c 1921 года Рыбно-Слободская волость (тат. بالق بىستەسىٰ ۋولىٰسىٰ, Balьq Bistəse vulьsь, Балык Бистәсе вулысы) — административно-территориальная единица в Казанской губернии и Татарской АССР. Административный центр — село Анатыш.
По сведениям 1883 года, в волости насчитывалось 9 сельских обществ, 9 общин, 8 селений, 1319 дворов. Население составляло 8116 человек (3940 мужчин и 4176 женщин). Земельные угодья составляли 16 806 десятин, в том числе 11 473 десятин пахотной земли.

## История
Волость возникла не позднее 1870 года. В 1920 году, как и весь уезд, вошла в состав Лаишевского кантона Татарской АССР. В 1921 году переименована в Рыбно-Слободскую волость.
В 1924 году волость укрупнена, в неё вошли собственно Рыбно-Слободская волость без селения Верхний Татарский Ошняк, селения Троицкий и Донауровский Урай, Большая и Малая Осиновка, Бетьки, Дикое Поле Бетьковской волости, селения Масловка, Дмитриевка, Брынка, Сорочьи Горы Масловской волости, селения Гремячка, Большая и Малая Кульга Урахчинской волости.
В 1927 году упразднена, вся территория волости вошла в состав Рыбно-Слободского района.

## Состав
По состоянию на 1923 год волость делилась на 8 сельсоветов: Анатышский, Верхне-Ошнякский, Ошняк-Качкалакский, Ошнякский, Полянский, Рыбно-Слободский, Шиланский, Шумковский.

## Население
- 8116 чел. (1883).
- 9030 чел. (1914).[5]
- 18842 чел. (1920, в границах 1925 года, татары — 0,1%, русские — 99,9%).[6]

Основные селения — Анатыш (1843 жителя, волостной центр), Ошняк (1663 жителя), Полянки (550 жителей),  Рыбная Слобода (1397 жителей), Шумково (1700 жителей).